# بالوسوگ
بالوسوگ (به مجاری: Ballószög) یک منطقهٔ مسکونی در مجارستان است که در ناحیه کچکمت واقع شده‌است. بالوسوگ ۳۵ کیلومتر مربع مساحت و ۳٬۴۵۹ نفر جمعیت دارد.